# Peter Löscher

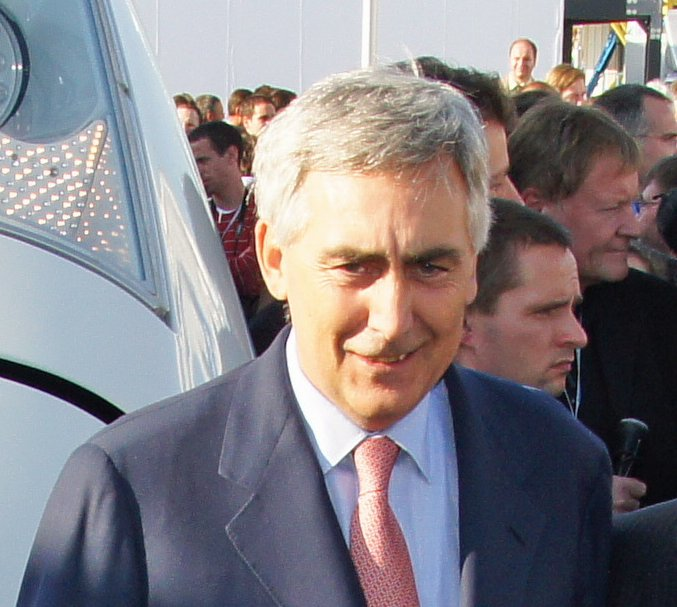
Peter Löscher (2011)

Peter Löscher (* 17. September 1957 in Villach) ist ein österreichischer Manager. Von 2007 bis 2013 war er Vorstandsvorsitzender der Siemens AG. Seit 2014 ist er Verwaltungsratspräsident der Sulzer AG und seit 1. April 2020 Vorsitzender des Aufsichtsrats der Telefónica Deutschland Holding AG.

## Leben
Löscher wuchs in Villach auf, wo sein Vater einen Bauernhof betrieb. Wegen einer schweren Krankheit versäumte er die ersten drei Volksschuljahre. Seine Mutter brachte ihm zu Hause Lesen und Schreiben bei. Löscher legte im Jahre 1978 die Matura am Peraugymnasium in Villach ab. Anschließend studierte er Betriebswirtschaftslehre an der Wirtschaftsuniversität Wien. Das Studium schloss er 1984 mit einer Diplomarbeit zum Thema Die These der anbieterinduzierten Nachfrage im ambulanten medizinischen Bereich: eine systemtheoretische Betrachtung ab. Von 1985 bis 1986 war er Stipendiat der österreichischen Bundeswirtschaftskammer und studierte an der Chinese University of Hong Kong, er erwarb als Abschluss einen MBA. Außerdem nahm er am Advanced Management Program der Harvard Business School teil.
Löscher war ab 1987 für zwölf Jahre im Pharmakonzern Hoechst unter anderem in Spanien, Japan, Großbritannien und den USA tätig. Nach der Fusion Hoechsts mit Rhône-Poulenc zu Aventis verblieb er dort bis 2002. Der Pharmakonzern Amersham war seine nächste Station. Dieser wurde ein Jahr später von General Electric übernommen, und Löscher wechselte in den Zentralvorstand von General Electric. Im Jahre 2006 wechselte er in den Vorstand des US-Pharmakonzerns Merck & Co. Am 20. Mai 2007 gab Siemens bekannt, dass Peter Löscher zum 1. Juli Siemens-Vorstandsvorsitzender werde. In Löschers Amtszeit fiel ein großer Konzernumbau und der Verkauf großer Tochterunternehmen bzw. Beteiligungen wie etwa Siemens IT Solutions and Services und Fujitsu Siemens Computers.
Nach zwei Gewinnwarnungen innerhalb von weniger als drei Monaten gab der Siemens-Konzern am 27. Juli 2013 das vorzeitige Ausscheiden Löschers als Vorstandsvorsitzender bekannt. Der endgültige Beschluss wurde am 31. Juli 2013 durch den Aufsichtsrat gefällt. Mit zu den Gründen gehört das Scheitern des Konzepts Löschers, Siemens vor allem beim Thema grüne Infrastruktur und Energiewende zu positionieren. Da sein Vertrag noch bis März 2017 gelaufen wäre, hat er als Abfindung 14,8 Millionen Euro brutto sowie 2,24 Millionen Euro Sonderbeitrag zur betrieblichen Altersversorgung erhalten. Nach dem Ausscheiden aus dem Siemens-Vorstand behielt Löscher noch bis 2014 den Vorsitz des Stiftungsrates der Siemens-Stiftung.
2014 wurde Löscher in den Verwaltungsrat der Schweizer Renova Management AG berufen. Die Finanz-Holding des russischen Oligarchen Wiktor Felixowitsch Wekselberg strukturierte sich völlig neu. Neben Löscher wurde auch Josef Ackermann, vorher Deutsche Bank, Mitglied des Verwaltungsrates, dem Wekselberg vorsteht. Löscher wurde zugleich CEO der Renova Management AG.  Bei der Sulzer AG, an der Renova 30,2 % hält, wurde Löscher zudem Präsident des Verwaltungsrates. Im April 2022 wird er bei Sulzer zurücktreten. Im April 2016 trat Löscher als CEO der Renova AG zurück. Im Mai 2019 folgte ihm Wolfgang Berndt als Aufsichtsratsvorsitzender der OMV nach. Peter Löscher ist Mitglied des Verwaltungsrats der spanischen Telefónica S.A., Vorsitzender des Aufsichtsrats der Telefónica Deutschland Holding AG, Verwaltungsratsmitglied bei der Caixabank und des niederländischen Konzerns Philips. Zudem ist er Non-Executive Director der Thyssen-Bornemisza Group und Doha Venture Capital LLC. 
Peter Löscher ist mit einer Spanierin verheiratet und hat mit ihr drei Kinder. Er spricht fließend Englisch, Französisch, Spanisch und Japanisch.

## Ehrungen und Auszeichnungen
- 2015 Spanischer „Orden del Merito Civil“ in der Stufe des Großoffiziers (Encomienda de Numero) für sein Engagement in der politischen Kommunikation zwischen der Spanischen und der Deutschen Regierung.[16]
- 2011 Großes Goldenes Ehrenzeichen für Verdienste um die Republik Österreich.[17]
- 2011 „Auslandsösterreicher des Jahres“.
- 2010 „WU-Manager des Jahres“ der Wirtschaftsuniversität Wien.[18]
- Ehren-Professur der Tongji-Universität in Shanghai.
- Ehrendoktorwürde in Ingenieurwissenschaften der Universität von Michigan.
- Doktor Honoris Causa der Slowakischen Technischen Universität Bratislava.

## Ehrenamt
Löscher ist Mitglied des Hochschulrats der Technischen Universität München. 2010 stiftete er dieser Universität aus seinem Privatvermögen einen mit 1,76 Millionen Euro dotierten Lehrstuhl für Wirtschaftsethik.